# Alice Krige
Pour les articles homonymes, voir Krige.
Alice Krige est une actrice sud-africaine, née le 28 juin 1954 à Upington, en Afrique du Sud.

## Biographie
Fille d'un couple de médecins, Alice Krige passe son enfance à Port Elizabeth,. Elle part pour l'Angleterre en 1976 afin d'y étudier la psychologie clinique, mais après des débuts dans une troupe de théâtre universitaire décide de s'inscrire à la Central School of Speech and Drama de Londres.
Elle apparaît la première fois à la télévision Britannique en 1979, dans une adaptation d'Un Conte de deux villes de Charles Dickens. Elle accède à une reconnaissance internationale en 1981 avec le rôle de Sybil Gordon dans Les Chariots de feu et celui d'Eva Galli/Alma Mobley dans Le Fantôme de Milburn.
Cette même année 1981, elle est couronnée aux Laurence Olivier Awards en tant que meilleure révélation dans un premier rôle, pour sa performance dans une pièce de George Bernard Shaw, Le Héros et le Soldat. Cette récompense entraîne son admission à la Royal Shakespeare Company.
Alice Krige interprète Bethsabée dans Le Roi David (1985) et Mary Shelley dans Un été en enfer (1988). Au théâtre, elle interprète la Venise sauvée de Thomas Otway.
Son interprétation de la reine des Borg, qui veut rallier la Terre au Collectif dans Star Trek : Premier Contact (1996), lui vaut le prix Saturn du meilleur second rôle en 1997. C'est le début d'une série de participations dans des films de science-fiction, notamment dans l'univers de la série Star Trek : Star Trek: Armada II (2001), Star Trek: Voyager (2001), ou encore dans le feuilleton TV Les Enfants de Dune (2003).
L'université Rhodes lui attribue un doctorat honoris causa ès lettres en avril 2004.

## Filmographie

### Cinéma
- 1981 : Les Chariots de feu (Chariots of Fire) : Sybil Gordon
- 1981 : Le Fantôme de Milburn (Ghost Story) : Eva Galli / Alma Mobley
- 1985 : Le Roi David (King David) : Bethsabée
- 1987 : Barfly : Tully Sorenson
- 1988 : Spies Inc. : Isabelle
- 1988 : Un été en enfer : Mary Godwin
- 1989 : À demain, mon amour (See You in the Morning) : Beth Goodwin
- 1992 : La Nuit déchirée (Sleepwalkers) : Mary Brady
- 1994 : Sea Beggars : Wife
- 1995 : Institut Benjamenta, ou ce rêve que l'on appelle la vie humaine : Lisa Benjamenta
- 1996 : Star Trek : Premier Contact (Star Trek: First Contact) : la reine Borg
- 1996 : Amanda : Audrey Farnsworth
- 1997 : Habitat (en) : Clarissa Symes
- 1997 : Le Crépuscule des nymphes de glace : Zephyr Eccles
- 1998 : Le Commissaire (The Commissioner) : Isabelle Morton
- 1999 : Molokai: The Story of Father Damien (en) : Mère Marianne Cope
- 2000 : Le Petit Vampire (The Little Vampire) : Freda Sackville-Bagg
- 2000 : The Calling : Elizabeth Plummer
- 2001 : Superstition : Mirella Cenci
- 2001 : Vallen : Monique
- 2002 : Le Règne du feu (Reign of Fire) : Karen Abercromby
- 2004 : Star Trek: The Experience - Borg Invasion 4D (en) : la reine Borg
- 2004 : Shadow of Fear : Margie Henderson
- 2006 : Silent Hill : Christabella
- 2006 : The Contract : l'agent Gwen Miles
- 2006 : Cœurs perdus : Janet Long
- 2008 : Skin : Sannie
- 2009 : Solomon Kane : Katherine Crowthorn
- 2010 : L'Apprenti sorcier : la fée Morgane
- 2011 : Will d'Ellen Perry (en)
- 2013 : Thor : Le Monde des ténèbres : la scientifique asgardienne
- 2017 : Un prince pour Noël : Reine Helena
- 2018 : A Christmas Prince: The Royal Wedding : Reine Helena
- 2019 : A Christmas Prince: The Royal Baby : Reine Helena
- 2020 : La Baie du silence (The Bay of Silence) de Paula van der Oest : Vivian Palliser
- 2021 : She Will de Charlotte Colbert : Veronica Ghent
- 2022 : Massacre à la tronçonneuse (Texas Chainsaw Massacre) de David Blue Garcia

### Télévision
- 1980 : Le Conte de deux cités (A Tale of Two Cities) (téléfilm) : Lucie Manette
- 1982 : Les Professionnels (The Professionnals) (série télévisée) : Diana Molner
- 1983 : Le Héros et le Soldat (téléfilm) : Raina
- 1984 : Ellis Island, les portes de l'espoir (série télévisée) : Bridget O'Donnell
- 1985 : Arabesque (Murder She Wrote) (série télévisée) : Nita Cochran
- 1985 : Wallenberg: A Hero's Story (téléfilm) : Baronna Lisl Kemeny
- 1986 : Le choix (Second Serve) (téléfilm) : Gwen
- 1986 : Dream West (série télévisée) : Jessie Benton Fremont
- 1988 : Viva Oklahoma (Baja Oklahoma) (téléfilm) : Patsy Cline
- 1990 : Max et Hélène (Max and Helen) (téléfilm) : Helen Weiss
- 1991 : L'Amérique en otage (téléfilm) : Parveneh Lambert
- 1991 : Strauss Dynasty (série télévisée) : Olga
- 1992 : Beverly Hills 90210 (série télévisée) : Anne Berrisford (Saison 3 Épisode 14)
- 1992 : Ladykiller (téléfilm) : May Packard
- 1993 : Jack Reed: Badge of Honor (téléfilm) : Joan Anatole
- 1993 : Scarlet and Black (série télévisée) : Madame de Renal
- 1993 : Double Deception (téléfilm) : Pamela Sparrow
- 1993 : Judgement Day: The John List Story (téléfilm) : Jean Syfert
- 1994 : Sharpe's Honour (téléfilm) : La Marquesa
- 1995 : La Bible: Joseph (Joseph) (téléfilm) : Rachel
- 1995 : Donneur inconnu (Donot Unknown) (téléfilm) : Lisa Stillman
- 1995 : Devil's Advocate (téléfilm) : Alessandra Locatelli
- 1996 : L'Amérique aux deux visages (Hidden in America) (téléfilm) : Dee
- 1997 : Ce père inconnu (Indefensible: The Truth About Edward Brannigan) (téléfilm) : Rebecca Daly
- 1998 : Close Relations (en) (série télévisée) : Louise
- 1998 : Welcome to Paradox (série télévisée) : Aura Mendoza
- 1999 : La Douleur du passé (Deep in My Heart) (téléfilm) : Annalise Jurgenson
- 1999 : Mission d'élite (In the Company of Spies) (téléfilm) : Sarah Gold
- 1999 : Becker (série télévisée) : Dr Sondra Rush
- 2001 : Attila le Hun (Attila) (série télévisée) : Galla Placida
- 2001 : Star Trek: Voyager (série télévisée) : La reine Borg (dernier épisode de la saison 7)
- 2002 : Dinotopia (série télévisée) : Rosemary Waldo
- 2002 : Six pieds sous terre (Six Feet Under) (série télévisée) : Alma
- 2003 : The Death and Life of Nancy Eaton (téléfilm) : Snubby Eaton
- 2003 : Les Enfants de Dune (Children of Dune) (série télévisée) : Lady Jessica Atreides
- 2003 - 2004 : Agent Matrix (Threat Matrix) (série télévisée) : Sénateur Lily Randolph (2 épisodes)
- 2004 : Natalie Wood : Le Prix de la gloire (The Mystery of Natalie Wood) (téléfilm) : Maria Gurdin
- 2005 : Dynasty: The Making of a Guilty Pleasure (téléfilm) : Joan Collins
- 2005 : Deadwood (série télévisée) : Maddie
- 2006 : Persuasion (téléfilm) : Lady Russel
- 2006 : New York, section criminelle (Law & Order) (série télévisée) : Gillian Booth
- 2006 : The Line of Beauty (série télévisée) : Rachel Fedden
- 2006 : Les 4400 (The 4400) (série télévisée) : Sarah
- 2007 : Heroes and Villains (série télévisée) : Letizia
- 2008 : Dirty Sexy Money (série télévisée) : juge Alexis Wyeth
- 2009 : Inspecteur Barnaby (Midsomer Murders) (série télévisée) : Jenny Frazer
- 2011 : MI-5 (série télévisée) : Elena Gavrik
- 2011 : Meurtres en sommeil (série télévisée) : Karen Harding
- 2011 : Page Eight : Emma Baron
- 2014 : NCIS : Enquêtes spéciales  : Maggie Clarke
- 2016 - 2019 : The OA : Nancy Johnson (9 épisodes)
- 2019 : Carnival Row : Haruspex
- 2021 : Star Trek: Lower Decks : Saison 2 épisode 8 : la Reine Borg (voix)
- 2023 : Star Trek: Picard : Saison 3 épisode 9 et 10 : la Reine Borg (voix)